# Zindzi Mandela-Hlongwane
Zindziswa Mandela-Hlongwane (sinh ngày 23 tháng 12 năm 1960) là tên của một nữ chính trị gia người Nam Phi, trước khi mất, bà làm đại sứ quốc gia ở Đan Mạch. Bà là một trong ba người con gái của hai nhà hoạt động chống phân biệt chủng tộc là cố tổng thống Nelson Mandela và nữ chính trị gia Winnie Madikizela-Mandela.

## Lí lịch
Bà Zindziswa Mandela-Hlongwane sinh ra trong những năm cha mẹ bà bị chính phủ truy nã gắt gao. Khi bà được 18 tháng tuổi thì cha bà bị tống giam. Trong suốt thời gian còn nhỏ, chị bà là Zenani Mandela-Dlamini phải thường chăm sóc bà do mẹ bà khi ấy cũng bị tống giam vài tháng một lần.
Năm 1997, bà bị đày sang bang Tự do ở Nam Phi, bà Mandela khi ấy cũng đi theo mẹ rồi sau đó bà sang Swaziland để hoàn thành việc học của mình. Và cùng lúc ấy, bà được phép trở về Soweto.
Bà học ngành luật ở trường đại học thị trấn Cape và tốt nghiệp với bằng cử nhân vào năm 1985.
Bà đã kết hôn hai lần và có bốn người con lần lượt tên là Zoleka Mandela, (sinh năm 1980), Zondwa Mandela (sinh năm 1985), Bambatha Mandela (sinh năm 1989) và Zwelabo Mandela (sinh năm 1992). Người chồng đầu tiên của bà tên là Zwelibanzi Hlongwane, sau đó hai người li hôn và vào tháng 3 năm 2013, bà kết hôn với một người tên là Molapo Motlhajwa, là thành viên của lực lượng quốc phòng Nam Phi.